# Laportea

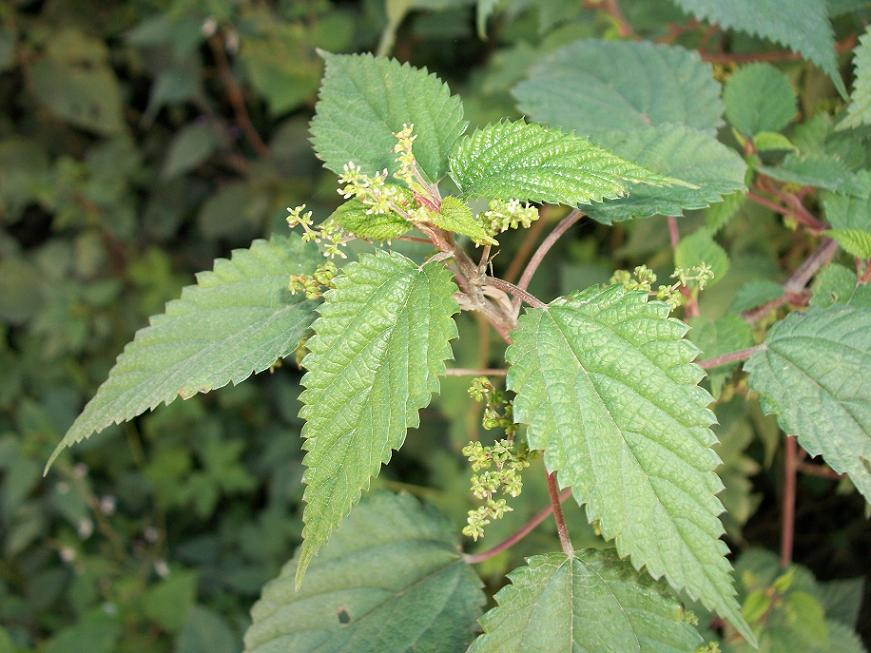
Laportea peduncularis

Laportea (Laportea) – rodzaj roślin zielnych i półkrzewów z rodziny pokrzywowatych (Urticaceae). Należy do niego 28–33 gatunki występujących na wszystkich kontynentach w strefie międzyzwrotnikowej oraz w strefie umiarkowanej sięgając do południowych krańców Afryki, północnych Chin i Kanady. Niektóre gatunki dostarczają włókien do wyrobu sznurów. Pędy chronione są włoskami parzącymi. 

## Morfologia
LiścieSkrętoległe i ogonkowe, z opadającymi przylistkami. Blaszka liściowa z pierzastą nerwacją lub z trzema głównymi żyłkami, na brzegu zwykle wyraźnie piłkowana lub ząbkowana, rzadko całobrzega.
KwiatyMałe, jednopłciowe, zebrane w kwiatostany wyrastające w kątach liści. Kwiaty zebrane zwykle w kulistych pęczkach w luźnych wiechach, gronach lub kłosach. Kwiaty męskie z okwiatem 4–5 listkowym, 4–5 pręcikami i szczątkową zalążnią. Kwiaty żeńskie z 4 nierównymi listkami okwiatu, bez śladu pręcików. Zalążnia owalna z nitkowatą szyjką słupka zakończoną podłużnym znamieniem.
OwoceNiełupka owalna lub półkulista, zwykle ścieśniona.
Cechą charakterystyczną rodzaju jest występowanie na całych roślinach lub na niektórych organach włosków parzących – wydzielają one substancje powodujące podrażnienie skóry i dermatozę.

## Systematyka
Pozycja systematyczna według APweb (2001...)
Rodzaj należący do rodziny pokrzywowatych (Urticaceae Juss.), która wraz z siostrzaną rodziną morwowatych należy do kladu różowych w obrębie okrytonasiennych.
Wykaz gatunków
- Laportea aestuans (L.) Chew
- Laportea alatipes Hook.f.
- Laportea amberana (Baker) Leandri
- Laportea bulbifera (Siebold & Zucc.) Wedd.
- Laportea canadensis (L.) Wedd.
- Laportea cuneata (A.Rich.) Chew
- Laportea cuspidata (Wedd.) Friis
- Laportea decumana (Roxb.) Wedd.
- Laportea disepala (Gagnep.) Chew
- Laportea floribunda (Baker) Leandri
- Laportea fujianensis C.J.Chen
- Laportea grossa (Wedd.) Chew
- Laportea humblotii (Baill.) Friis
- Laportea humilis Lauterb.
- Laportea interrupta (L.) Chew
- Laportea jinganensis W.T.Wang
- Laportea lageensis W.T.Wang
- Laportea lanceolata (Engl.) Chew
- Laportea laxiflora Wedd.
- Laportea medogensis C.J.Chen
- Laportea mooreana (Hiern) Chew
- Laportea oligoloba (Baker) Friis
- Laportea ovalifolia (Schumach. & Thonn.) Chew
- Laportea peduncularis (Wedd.) Chew
- Laportea pedunculata K.Schum. & Lauterb.
- Laportea perrieri Leandri
- Laportea ruderalis (G.Forst.) Chew
- Laportea septentrionalis Leandri
- Laportea stolonifera Bhellum & B.Singh
- Laportea sumatrana Merr.
- Laportea ventricosa Gagnep.
- Laportea violacea Gagnep.
- Laportea weddellii Leandri